# Plarium
Plarium ist ein Unternehmen, das Massively Multiplayer Online Social Games und Mobilgerät-Spiele entwickelt. Zum Angebot des Unternehmens gehören unter anderem Sparta: War of Empires, Soldiers, Inc., Total Domination: Reborn, Stormfall: Age of War, Total Domination: Nuclear Strategy, Pirates: Tides of Fortune, Vikings: War of Clans und RAID: Shadow Legends.
Das Unternehmen wurde im Jahr 2009 gegründet. Der Hauptsitz befindet sich in Herzlia, Israel. Das Unternehmen verfügt über vier Büros und Entwicklerstudios in Europa sowie den USA.
Plarium verfügte Ende 2014 nach eigenen Angaben über eine weltweite Spielerbasis von mehr als 130 Millionen Spielern. Die Spiele sind über Browser sowie soziale Netzwerke verfügbar, einschließlich Facebook, VKontakte, Odnoklassniki.ru und Mail.ru. Plariums Mobilspiele sind derzeit für iOS sowie Android-Geräte verfügbar.
Im Oktober 2017 wurde Plarium vom australischen Unternehmen Aristocrat Leisure übernommen.

## Geschichte
Plarium wurde im Jahr 2009 gegründet und konzentrierte sich zuerst auf die Entwicklung von Spielen für den osteuropäischen Casual-Gaming-Markt, wie mit Farmandia für das russische soziale Netzwerk VKontakte. Im Jahr 2011 änderte Plarium seinen Schwerpunkt zur Entwicklung von Massively Multiplayer Online Strategie-Spielen. Im Februar 2009 wurde Total Domination auf den Markt gebracht, ein Spiel, das als 20 Millionen Nutzer hatte.
Im August 2017 wurde die Übernahme Plariums durch das australische Unternehmen Aristocrat Leisure für 500 Millionen US-Dollar bekannt, die im Oktober 2017 abgeschlossen wurde.
Im September 2017 wurde Rumble Entertainment, auch bekannt als Rumble Games, gekauft,  das im Juli 2024 geschlossen wurde. Das finnische Unternehmen Futureplay wurde 2021 erworben.

## Erwähnenswerte Spiele

### Total Domination: Nuclear Strategy
Das im Jahr 2011 für Facebook auf den Markt gebrachte Massively-Multiplayer-Online-Strategiespiel Total Domination: Nuclear Strategy spielt nach der Vernichtung der Erde in einem Ödland, in dem Spieler gegeneinander im Kampf um Territorium antreten. Total Domination soll laut Angaben von Plarium im Juni 2013 20 Millionen Spieler gehabt haben.

### Pirates: Tides of Fortune
Pirates: Tides of Fortune ist ein Strategie-MMO, das im Februar 2012 auf den Markt gebracht wurde. Der Spieler beginnt das Spiel als Gefangener, der auf einer einsamen Insel gestrandet ist. Er steht vor der Aufgabe, eine Flotte von Seeräubern im fiktiven Reich von Tortuga, das inspiriert ist von der Île de la Tortue (Spanisch: Tortuga), zusammenzustellen.
Pirates: Tides of Fortune soll nach Angaben von Plarium im August 2016 von fünf Millionen aktiven Spielern gespielt worden sein.

### Stormfall: Age of War
Stormfall: Age of War ist ein Mittelalter MMO-Strategiespiel spielt im fiktiven Reich von Stormfall, das von rivalisierenden Warlords beherrscht wird. Facebooks Direktor für Spielpartnerschaften Sean Ryan nannte es bei seiner Veröffentlichung im November 2012 ein „attraktives Spiel“. Im März 2013 war es laut Facebook eines der zwanzig am schnellsten wachsend Spiele auf dieser Social-Media-Plattform.

### Total Domination: Reborn
Total Domination: Reborn ist eine iOS-Version zu Total Domination: Nuclear Strategy, die im Juni 2013 auf den Markt gebracht und eineinhalb Jahre später, im Dezember 2014, auch für Android veröffentlicht wurde.

### Soldiers, Inc.
Soldiers, Inc., ein Militär-MMO-Strategiespiel für Facebook, spielt in der nahen Zukunft in der fiktiven Republik von Zandia, wo Spieler ihre eigenen Armeen erstellen, um die meisten Ressourcen im Wettkampf mehrerer gegnerischer Länder zu erbeuten. Das Spiel wurde im August 2013 auf den Markt gebracht. Von Facebook wurde Ende 2013 unter den Topspielen geführt. Im September 2015 wurden Figuren aus dem Kinofilm Alien vs. Predator als Spielfiguren lizenziert.

### Sparta: War of Empires
Sparta: War of Empires spielt im 5. Jahrhundert v. Chr. und ist ein Massively-Multiplayer-Online-Strategiespiel, das den Spieler mitten in den Krieg gegen Xerxes und seine persische Armee befördert. König Leonidas ist der Mentor des Spielers und unterstützt ihn dabei, eine Armee gegen den Gegner zu erstellen. Das Spiel wurde im März 2014 über Facebook veröffentlicht.

### Stormfall: Rise of Balur
Stormfall: Rise of Balur ist eine iOS- und eine Android-Version von Stormfall: Age of War, die im Januar 2015 auf den Markt gebracht wurde.

### Vikings: War of Clans
Vikings: War of Clans ist ein Strategiespiel, in dem der Spieler sein eigenes Wikingerdorf baut und vor feindlichen Angriffen schützt. Es wurde im Jahr 2015 für Android, iOS und Webbrowser veröffentlicht.

### Stormfall: Saga of Survival
Stormfall: Saga of Survival ist ein Fantasy-Survival-MMORPG, in dem man in der Wildnis überlebt, Waffen und Nahrung plündert, sowie Waffen und magische Objekte herstellt. Es wurde im Juli 2018 für Android und iOS veröffentlicht.

### RAID: Shadow Legends
RAID: Shadow Legends ist ein Gacha-Spiel, das für Android und iOS veröffentlicht wurde. Es wurde 2020 auch für den PC und MacOS veröffentlicht. Es war im Juli 2022 mit bis dahin 80 Millionen Downloads das beliebteste Spiel von Plarium. Es soll bis Juli 2022 einen Umsatz von 1 Mrd. US-$ erzielt haben.

### Mech Arena
Ein Free-to-Play-Shooter, der seit August 2021 für Android und iOS sowie Windows 10 und Windows 11 erhältlich ist.

## Spielliste
| Titel                                | Jahr | Plattform             |
| ------------------------------------ | ---- | --------------------- |
| Farmandia                            | 2010 | Browser               |
| Total Domination: Nuclear Strategy   | 2011 | Browser, Facebook     |
| Pirates: Tides of Fortune            | 2012 | Browser, Facebook     |
| Stormfall: Age of War                | 2012 | Browser, Facebook     |
| Total Domination: Reborn: Age of War | 2013 | iOS, Android          |
| Soldiers Inc.                        | 2013 | Browser, Facebook     |
| Sparta:War of Empires                | 2014 | Browser, Facebook     |
| Stormfall: Rise of Balur             | 2015 | iOS, Android          |
| Vikings: War of Clans                | 2015 | iOS, Android, Browser |
| Nords: Heroes of the North           | 2015 | Browser, Facebook     |
| Throne: Kingdom at War               | 2015 | iOS, Android          |
| Soldiers Inc: Mobile Warfare         | 2016 | iOS, Android          |
| Terminator Genisys: Future War       | 2017 | iOS, Android          |
| Family Zoo: The Story                | 2017 | iOS, Android          |
| Stormfall: Saga of Survival          | 2018 | iOS, Android          |
| RAID: Shadow Legends                 | 2019 | iOS, Android, Browser |
| Mech Arena                           | 2021 | iOS, Android          |